# 吳思學
吳思學（1547年—1614年），字伯敏，號念虛，江西建昌府廣昌縣人，民籍，明朝政治人物。

## 生平
嘉靖四十三年（1564年）甲子科江西鄉試第三名舉人，隆慶五年（1571年）中式辛未科會試第三十二名，二甲第三十七名進士。礼部觀政，初授山东武定州知州，调山西泽州知州，萬曆五年（1577年）七月因用刑过当，次年贬为昌黎县典史，七年丁憂歸。十一年（1583年）复除昌黎县丞，升浙江丽水县知县，十四年擢南京刑部主事，十五年升郎中，十九年出为山东东昌府知府，二十三年考满入觐，两疏乞終养，被准致仕。
萬曆三十年（1602年）復除福建汀州府知府，三十一年二月升福建副使、管理屯盐道，三十三年十月升福建右参政，三十六年十一月升广西按察使，三十八年以病致仕。四十二年卒，享年六十八。

## 家族
曾祖吳瑀；祖父吳天俸，號東野；父吳國才，號慎齋。母何氏；前母何氏。